# José María Barreto
José María Barreto (16 de noviembre de 1875 - 11 de agosto de 1948) fue Cónsul General del Perú en Ginebra, Suiza, y fundó la revista Letras, en la que colaboraron Rubén Darío y José Enrique Rodó, entre otros notables escritores; en 1899 dirigió La voz del sur, fue cofundador de Talia Tacneña, integrante de la Bohemia Tacneña y del Círculo Vigil. Fue distinguido con el reconocimiento de Justos entre las Naciones por su contribución a la salvación 7 niños y 2 hombres judíos víctimas de la persecución nazi.

## Biografía
Su padre, Federico María Barreto, fue coronel de infantería del ejército peruano y su hermano fue el poeta Federico Barreto conocido como «El cantor del cautiverio».

### Vida intelectual y periodística
José María Barreto vivió en Tacna durante la ocupación chilena que siguió a la Guerra del Pacífico. En esta ciudad llevó a cabo una intensa vida intelectual y periodística, abogando por la peruanidad de los territorios ocupados por Chile y oponiéndose a la chilenización junto a su hermano.
Obligado por los chilenos a abandonar Tacna es nombrado, en Lima, director del diario oficial El Peruano, en 1911. Quienes lo conocieron afirmaban que era de carácter muy reservado, tanto es así que su apodo era “el lúgubre”. Sus escritos, en la prensa, los firmó con los seudónimos Joseph Marius, René Tupic y Ramón Román.
Fue miembro de la Real Academia de Historia y de la Real Academia Geográfica de Madrid, y de academias de historia y geografía de Brasil y Bolivia, y de la Asociación de Derecho Internacional de Washington. Recibió condecoraciones y honores de países extranjeros.

### Carrera como diplomático
Al inicio de su carrera fue nombrado secretario general de la delegación peruana al plebiscito de Tacna y Arica, en 1925.
Barreto representó al Perú en misiones diplomáticas en México, Bolivia, Venezuela, Francia, Panamá, Alemania, Suiza, en la delegación peruana ante la Liga de las Naciones, predecesora de las Naciones Unidas y, siendo su integrante, sirvió en el Comité encargado de resolver el conflicto chino-japonés por la Manchuria.

#### El caso de las visas a judíos
José María Barreto, desempeñándose como cónsul general del Perú en Ginebra, Suiza, expidió 27 pasaportes peruanos para 58 judíos, entre los cuales se encontraban 4 niños, prisioneros en el campo de concentración de Vittel, en Francia, a raíz de una gestión que ante él hiciera un representante de una célula de asistencia a los judíos. Esos prisioneros iban ser enviados por los nazis a Auschwitz, en Polonia. En 1938 el Gobierno peruano había dado instrucciones explícitas a todos sus consulados en Europa de no emitir visas a inmigrantes extranjeros, con particular énfasis a los de origen judío, pero el diplomático peruano no acató la prohibición. Por esa razón fue destituido.

## Premios y reconocimientos
Fue homenajeado el jueves 12 de junio de 2014 en el memorial Yad Vashem de Israel como justo entre las Naciones por su participación en salvar la vida de 58 judíos —incluyendo 4 niños— en Francia.